# 정후
정후(본명: 이정후, 1984년 11월 21일 ~ 2016년 12월 10일)는 대한민국의 여자 배우다. 1990년 MBC 미니시리즈 《여자는 무엇으로 사는가》로 데뷔했다. 위암으로 투병 중 2016년 12월 10일 향년 33세로 요절했다.

## 학력
- 은석초등학교
- 신현중학교
- 중화고등학교
- 중앙대학교 연극학과

## 연기 활동

### 드라마
- 1990년 MBC 미니시리즈 《여자는 무엇으로 사는가》 ... 영건의 딸 역
- 1990년 KBS2 단막극 《KBS 드라마게임 - 자리 찾기》
- 1991년 KBS2 수목드라마 《가까운 골짜기》 ... 민지 역
- 1991년 KBS2 단막극 《KBS 드라마게임 - 창밖은 내일》... 윤강희, 김실장의 딸 민정 역
- 1991년 KBS2 수목드라마 《아스팔트 내 고향》 ... 어린 기주/소연/윤호 역(1인 3역)
- 1992년 MBC 단막극 《MBC 베스트극장 - 새 엄마》 ... 은경 역
- 1992년 SBS TV 월화드라마 《비련초》 ... 김소정 역
- 1993년 KBS2 일일드라마 《사랑은 못말려》 ... 새힘 역
- 1993년 KBS2 단막극 《KBS 드라마게임 - 미운 일곱살》 ... 슬기 역
- 1993년 MBC 일요 시추에이션드라마 《김가 이가》 ... 이단비 역
- 1994년 MBC 주간드라마 《종합병원》... 안영원 역
- 1994년 MBC 일요아침드라마 《한지붕 세가족》
- 1994년 MBC 수목드라마 《야망》 ... 어린 이미옥 역(조현숙 아역)
- 1994년 SBS 어린이날특집드라마 《따뜻한 손》 ... 정은 역
- 1995년 KBS2 대하드라마 《서궁》 ... 어린 김개시 역(이영애 아역)
- 1995년 SBS 대하사극 《장희빈》 ... 어린 인현왕후 역(김원희 아역)
- 1995년 HBS 주간드라마 《작은 영웅들》
- 1996년 KBS2 주말연속극 《첫사랑》 ... 어린 효경 역(이승연 아역)
- 1998년 KBS2 단막극 《일요베스트 - 왼손잡이》 ... 오주이 역
- 1998년 SBS 주말극장 《로맨스》
- 1999년 KBS2 어린이드라마 《어린 왕자》 ... 윤셜리 역
- 2000년 KBS1 대하드라마 《태조 왕건》 ... 어린 연화(김혜리 아역)
- 2001년 SBS 아침연속극 《이별 없는 아침》 ... 한정애 역
- 2005년 KBS2 단막극 《드라마시티 - 시은&수하》 ... 시은 역
- 2006년 KBS2 HD 수목드라마 《굿바이 솔로》 ... 유선이 역
- 2007년 KBS2 HD 월화드라마 《한성별곡》 ... 소지 역
- 2011년 KBS1 HD 특별기획 대하드라마 《광개토태왕》 ... 꽃님이 역

### 영화
- 1991년 《젊은 날의 초상》 ... 정님 딸 역
- 1998년 《휘파람 부는 여자》 ... 김현이 역

## 수상
- 1991년 KBS 연기대상 아역상 《가까운 골짜기》
- 1991년 제27회 백상예술대상 아역상 《가까운 골짜기》
- 1994년 MBC 연기대상 아역상 《야망》